# Ceira horishana
Ceira horishana är en fjärilsart som beskrevs av Matsumura 1925. Ceira horishana ingår i släktet Ceira och familjen tandspinnare. Inga underarter finns listade i Catalogue of Life.